# Покъщнина
Покъщнина или традиционна покъщнина е важна съставна част от интериора на българската къща. Представлява съвкупността от всички предмети, задоволяващи нуждите на домакинството.
Социално-икономическият подем през Възраждането се отразява и върху вътрешната уредба на традиционната българска къща. Краят на XIX и началото на XX век е преход към съвременното жилище, уредбата и покъщнината му. Традиционната покъщнина постепенно се заменя с общоевропейска.
През XIX и началото на XX век се обособяват няколко отделни групи предмети със самостоятелни функции. Според функциите си покъщнината е свързана с:
- използването на водата – глинена стомна, дървен бъкел, дървено ведро, кобилица, меден котел
- храненето – хамбар, кошница, сандък, кош, делва, гърне, бъчва, каца, чувал, нощви, подница, тепсия, тенджера, сито, джезве, скара, връшник, тас, чиния, паница, кана, бъклица, нож, павур, софра
- употребата на огъня – кремък, огниво, ръжен, главнярник,[източник? (Поискан днес)] маша, пиростия, свещник, лоениче, верига
- дневната и нощната почивка – миндер, одър, възглавница, одеяло, креват, козяк, столче, черга
- чистотата – пешкир, леген, корито, бухалка
- жилищната украса – сламени украшения, ковьори, вази
- обредите – кандило, иконостас, просфорник